# مهرجان أبو ظبي السينمائي الثامن
مهرجان أبوظبي السينمائي الثامن انطلق في أبوظبي في قصر الإمارات في 24 أكتوبر 2014 بعرض فيلم من ألف إلى باء للمخرج والمنتج الفرنسي من أصول جزائرية رشيد بوشارب.

## وصلات خارجية
- التغطية المباشرة للمهرجان _ البيان مباشر